# E Mare Libertas
E Mare Libertas (Vrijheid uit de Zee) is het officiële volkslied van de micronatie Sealand. Het werd geschreven door de Londense componist Basil Simonenko en heeft geen tekst. De titel van het volkslied is ook het motto van Sealand.
In 2005 werd het volkslied uitgevoerd door het Slowaaks Radiosymfonieorkest en uitgegeven op diens album National Anthems of the World, Vol. 7: Qatar – Syria.